# Baptiste Reynet
Baptiste Reynet (Romans, 28 de outubro de 1990) é um futebolista profissional francês que atua como goleiro. Atualmente, joga no Nîmes.

## Carreira
Baptiste Reynet começou a carreira no FC Martigues.